# Gersbach (Weitramsdorf)
Gersbach ist ein Gemeindeteil der oberfränkischen Gemeinde Weitramsdorf im Landkreis Coburg.

## Geographie
Gersbach liegt etwa acht Kilometer westlich von Coburg, nahe der bayerisch-thüringischen Landesgrenze. In rund 700 Meter Entfernung befindet sich südwestlich im Ummerstädter Wald der Dreiherrenstein, ein ehemaliger Grenzpunkt des Königreichs Bayern und der Herzogtümer Sachsen-Coburg und Sachsen-Meiningen. Die Kreisstraße CO 2 von Weitramsdorf nach Ummerstadt führt an dem Ort vorbei.

## Geschichte
Am 27. Juni 1226 wurde Gersbach erstmals urkundlich erwähnt, als der Würzburger Bischof Hermann von Lobdeburg einen Streit zwischen Ulrich von Calwenberg (Callenberg) und dem Abt des Klosters Langheim schlichtete. Ulrich von Calwenberg und seine Brüder mussten dabei auf den Hof zu „Burckersdorf“, das spätere Tambach, und die Güter in den zugehörigen Dörfern Altenhof („Vetus curia“), Weitramsdorf („Weitersdorf“), Gersbach („Gersbech“), Neundorf („Neuendorf“) und Witzmannsberg verzichten.
Anfang des 14. Jahrhunderts lag das Dorf im Herrschaftsbereich der Henneberger. 1353 kam der Ort mit dem Coburger Land im Erbgang zu den Wettinern und war somit ab 1485 Teil des Kurfürstentums Sachsen, aus dem später das Herzogtum Sachsen-Coburg hervorging.
Ab 1835 war Gersbach Ökonomiegut bzw. Domäne der Grafen von Ortenburg. 1864 hatte das Gut 34 Einwohner und 4 Gebäude. Zum 1. Juli 1869 erfolgte die Eingemeindung nach Weitramsdorf.
1925 lebten 11 Personen in 3 Wohnhäusern. Nach dem Zweiten Weltkrieg prägte bis 1989 die direkte Lage an der innerdeutschen Grenze den Ort. Im Jahr 1987 hatte Gersbach 4 Einwohner und 2 Wohnhäuser mit 3 Wohnungen. Anfang der 1960er Jahre verkauften die von Ortenburg die Häuser. 1975 wurde eine Reiterpension eröffnet.

### Einwohnerentwicklung
| Jahr      | 1864 | 1925 | 1950 | 1970 | 1987 |
| --------- | ---- | ---- | ---- | ---- | ---- |
| Einwohner | 34   | 11   | 23   | 8    | 4    |